# Quan hệ ngoại giao của Nhật Bản
Quan hệ ngoại giao của Nhật Bản (日本の国際関係 Nihon no kokusai kankei)  được Bộ Ngoại giao Nhật Bản quản lý.

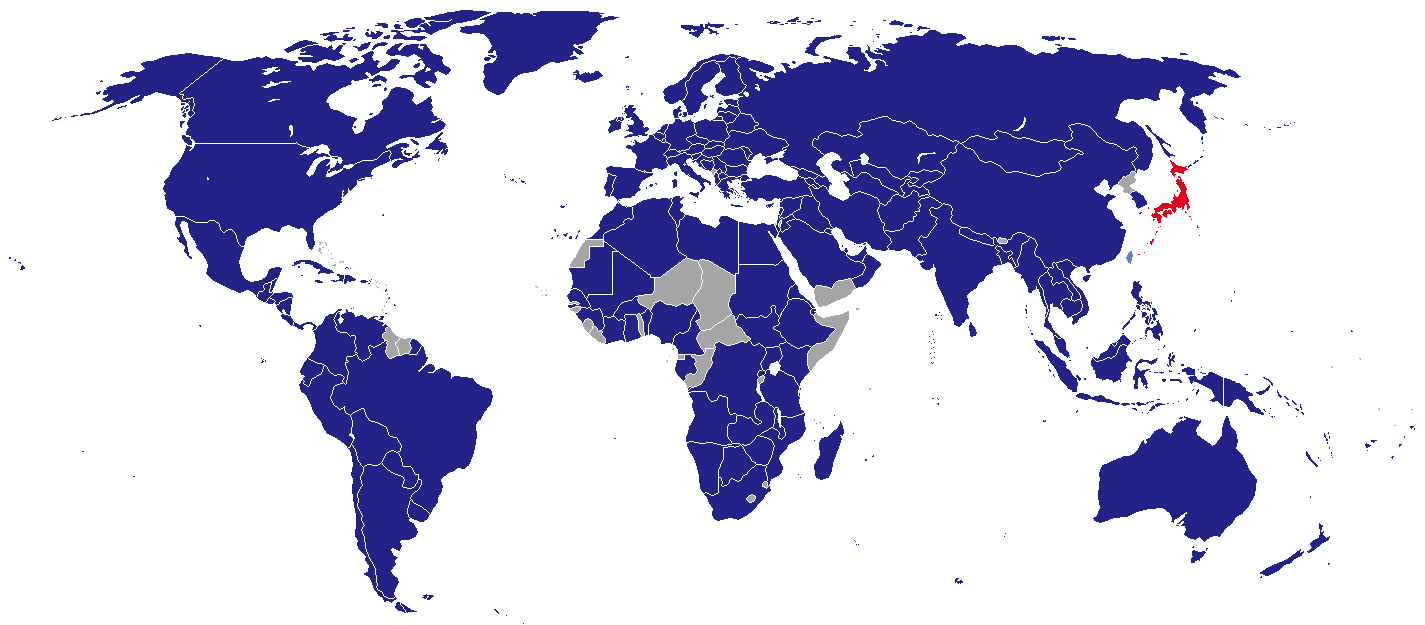
Bản đồ các quốc gia có cơ quan ngoại giao của Nhật Bản hiển thị màu xanh lam

Nhật Bản duy trì quan hệ ngoại giao với mọi quốc gia thành viên Liên Hợp Quốc ngoại trừ Bắc Triều Tiên, ngoài ra Nhật Bản còn có quan hệ với các nhà quan sát của Liên Hợp Quốc như Tòa Thánh, cũng như Kosovo, Quần đảo Cook và Niue.
Quan hệ đối ngoại của Nhật Bản đã bắt đầu sớm nhất vào thế kỷ 14 và sau khi họ mở cửa ra thế giới vào năm 1854 với Công ước Kanagawa. Nhật Bản nhanh chóng hiện đại hóa và xây dựng một quân đội mạnh. Chủ nghĩa đế quốc Nhật đã cố gắng kiểm soát các khu vực lân cận - với các cuộc chiến lớn chống lại Trung Quốc và Nga. Nhật đã giành được quyền kiểm soát các bộ phận của Trung Quốc và Mãn Châu, cũng như Hàn Quốc và các đảo như Đài Loan và Okinawa. Quốc gia này đã thua trong Thế chiến II và bị tước bỏ tất cả các cuộc chinh phạt và sở hữu nước ngoài. Tướng Douglas MacArthur của Mỹ, hành động cho các cường quốc Đồng minh, đã giám sát Nhật Bản bị chiếm đóng trong giai đoạn 1945-51. Kể từ khi chiếm đóng chấm dứt chính sách ngoại giao dựa trên quan hệ đối tác chặt chẽ với Hoa Kỳ và tìm kiếm các hiệp định thương mại, trong Chiến tranh Lạnh, Nhật Bản đã phi quân sự hóa nhưng sau đó đã liên minh với Mỹ trong cuộc đối đầu với Liên Xô. Nước này đóng vai trò hỗ trợ chính trong Chiến tranh Triều Tiên (1950-1953). Trong sự phát triển kinh tế nhanh chóng trong những năm 1960 và 1970, Nhật Bản trở thành nền kinh tế lớn thứ hai và là một trong những cường quốc kinh tế trên thế giới. Ký ức về sự tàn bạo của Nhật Bản tiếp tục làm cho mối quan hệ với Trung Quốc, Hàn Quốc và những quốc gia khác thêm lạnh nhạt.
Đến thập niên 1990, Nhật Bản đã tham gia vào các hoạt động gìn giữ hòa bình của Liên Hợp Quốc và gửi quân tới Campuchia, Mozambique, Cao nguyên Golan và Đông Timor.  Sau vụ khủng bố 11/9 năm 2001, các tàu hải quân Nhật Bản đã được giao nhiệm vụ tiếp tế tại Ấn Độ Dương cho đến ngày nay. Lực lượng tự vệ mặt đất cũng phái quân đội của họ đến Nam Iraq để khôi phục cơ sở hạ tầng cơ bản.
Ngoài các nước láng giềng trực tiếp, Nhật Bản đã theo đuổi một chính sách đối ngoại tích cực hơn trong những năm gần đây, nhận ra trách nhiệm đi kèm với sức mạnh kinh tế của mình. Thủ tướng Nhật Bản Yasuo Fukuda nhấn mạnh một hướng thay đổi trong bài phát biểu chính sách trước Quốc hội Nhật Bản: "Nhật Bản mong muốn trở thành trung tâm phát triển nguồn nhân lực cũng như đóng góp cho nghiên cứu và trí tuệ để thúc đẩy hơn nữa hợp tác trong lĩnh vực xây dựng hòa bình".  Điều này diễn ra sau thành công khiêm tốn của kế hoạch hòa bình do người Nhật nghĩ ra, trở thành nền tảng cho cuộc bầu cử toàn quốc ở Campuchia năm 1998.